# Wied-Dierdorf
Wied-Dierdorf fu un piccolo Stato nel nord-est della Renania-Palatinato lungo il corso del fiume Wied e confinava a nord con Schupbach e a est con l'exclave di Villmar.
Lo Stato venne creato nel 1631 come divisione dall'originaria Contea di Wied per poi essere ereditato nel 1709 dalla casata di Wied-Neuwied dopo l'estinzione della casata reggente.

## Conti di Wied-Dierdorf (1631–1709)
- Giovanni Ernesto (1631 - 1664)
- Luigi Federico (1664 - 1709)